# Гамбузія чорнопера
Гамбузія чорнопера (Gambusia atrora) — вид прісноводних живородних коропозубоподібних риб родини Пецилієвих (Poeciliidae).

## Поширення
Вид є ендеміком Мексики.

## Опис
Дрібна рибка, 3-4 см завдовжки.

## Спосіб життя
Надає перевагу швидкій течії уздовж крутих берегів і живиться на кам'янистому дні. Живородний вид. Вагітність триває 28 днів. Самиця народжує 10-40 молодих.